# Битка код Куртреа
Битка код Куртреа (енгл. Battle of the Golden Spurs) била је део фландријског рата (1297-1305): фламанска грађанска милиција је 11. децембра 1302. потукла француске витезове. Била је то једна од првих победа пешадије над коњицом у средњем веку.

## Супротстављене снаге
Своју војску,око 13.000 људи, постројили су Фламанци на врло јаком положају иза једва газног потока у збијени строј сличан фаланги, ширине око 600 м. Малобројни стрелци стављени су пред фронт. Маса је била наоружана за блиску борбу копљима и неком врстом хелебарде, названом добардан (хол. Goedendag). Гроф Роберт II од Артоа, који је предводио Французе (5.000 коњаника и 3.000 стрелаца), проценио је јачину противниковог положаја, али се ипак одлучио на битку. Феудални понос није му дао да устукне пред грађанима које су феудалци толико презирали и који никад дотле нису тукли витезове.

## Битка
У напад су кренули, најпре, ђеновљански самострелци и шпански бацачи копља. Они су потисли слабије фламанске стрелце, што је убрзо приморало читав фламански распоред да се удаљи од потока. Но, Робертови стрелци нису кренули на другу страну потока, јер би тамо били изложени удару који не би могли издржати. Напад се могао наставити само коњаницима (витезовима) који су се дотле налазили иза стрелаца. Они су кренули у напад, али при прелазу потока Фламанци су их напали копљима и хелебардама. Само на центру су француски витезови успели да пређу поток у већем броју и да потисну део фламанскограспореда, али су у противнападу готово сви побијени.

## Последице
Французи су изгубили око 1.000 коњаника, међу којима је пао и гроф Роберт II од Артоа, рођак краља Филипа IV. Фламанци су запленили 500-700 позлаћених витешких мамуза, по чему је битка названа и битком златних мамуза.